# 溫福
溫福（穆麟德轉寫：wenfu，18世纪？—1773年），字履绥，费莫氏，满洲镶红旗。清朝官員，文华殿大学士温达之孙。
繙译举人笔帖式出身。於乾隆年間擔任福建巡撫，主要從事福建之軍政事務，品等約為二品。乾隆三十五年（1770年），以理藩院尚书在军机处行走。乾隆三十六年（1771年），以理藩院尚书授武英殿大学士。

## 參與大小金川戰役
乾隆三十六年大金川（今四川金川縣）索諾木與小金川（今四川小金縣）僧格桑聯合起兵。乾隆帝命四川總督阿尔泰 (清朝)、侍郎桂林 (清朝官员)前往平定，十二月，清軍抵美諾，僧格桑見勢窮，入大金川與索諾木合兵。阿桂與溫福、豐昇額檄令索諾木交出僧格桑，索諾木不理。温福以扼险不得进，屯兵于大金川东路之木果木，令提督董天弼還守小金川。温福在军营“性褊而愎，叅赞以下之言，概置不听，人多怨之”。乾隆三十八年六月，索诺木诱降番叛袭军后，董天弼全军覆没，又断登春粮道，清軍前敵木果木大營被藏族武士襲破，大小金川聯軍大敗清軍，溫福戰死。其子永保冒矢石夺回溫福的屍首。祖父母温达、宣氏，子军机大臣勒保、两广总督永保。

## 家庭
- 子勒保（正妻和继妻皆宗室氏）、永保 (清朝)。
- 女费莫氏，嫁黑龙江将军宗室斌静，和碩敬謹莊親王尼堪后裔。

## 延伸阅读
[在维基数据编辑]
 《清史稿·卷326》，出自趙爾巽《清史稿》